# Distretto di Greenville
Il distretto di Greenville è un distretto della Liberia facente parte della contea di Sinoe. Il suo capoluogo è Greenville.